# Отрок (дружинник)
О́трок (также ― пасынок или отроческий в значении детский) ― в древней Руси младший дружинник (в древней и средневековой Европе ― паж), относился к низшему разряду княжеской дружины (старшие ― гриди и бояре).

## Производство и обязанности
Как правило, младшая дружина комплектовалась из княжеских и боярских детей, а также детей старших дружинников. Отроки начинали свою службу с юных лет (отсюда и название), исполняя вначале низшие обязанности при княжеском дворе. В исключительных случаях отроки призывались на совет старшей дружины. Далее по мере «возмужания» отрок производился в гриди (княжеский дружинник). Также в зависимости от определённых заслуг или расположения князя (или посадника) отрок мог быть произведён в разряд думцев (бояр).
Отроки были, в основном, дворовыми слугами князя, в противоположность «детским», боевым членам дружины. Они служили за столом князя и гостям его, убирали вещи по княжему приказу и, вообще, исполняли разные его поручения. Были свои отроки также у бояр и митрополитов.